# YouTube Rewind 2018: Everyone Controls Rewind
YouTube Rewind 2018: Everyone Controls Rewind é um vídeo que foi enviado para o canal oficial do site de YouTube em 6 de dezembro de 2018, como a nona parte do YouTube Rewind Series. O vídeo destacava referências ao Fortnite Battle Royale e estrelou YouTubers e celebridades online como Ninja e Marques Brownlee, além de celebridades como Will Smith e Trevor Noah. É o primeiro vídeo da série YouTube Rewind a apresentar uma combinação de animação e sequências de live-action.
O YouTube Rewind 2018 foi fortemente criticado por críticos, YouTubers e espectadores, que posteriormente o apelidaram de o pior vídeo do YouTube Rewind até hoje. O vídeo foi criticado por apresentar YouTubers obscuros ou impopulares; a inclusão de tendências impopulares ou ultrapassadas; e a exclusão de muitos YouTubers proeminentes do ano, como Shane Dawson, MrBeast e PewDiePie, bem como rivalidades populares como KSI vs Logan Paul e PewDiePie vs T-Series. No entanto, suas sequências animadas foram elogiadas e a aparição de Will Smith no vídeo se tornou um meme da Internet.
Em 13 de dezembro de 2018, Everyone Controls Rewind tinha mais de 10 milhões de dislikes, tornando-se o vídeo mais odiado no YouTube, um recorde que foi anteriormente detido pelo videoclipe de “Baby” de Justin Bieber por mais de sete anos.

## Sinopse
O vídeo tem como tema que todos podem controlar o YouTube Rewind, com várias personalidades em destaque descrevendo quais eventos eles desejam revisar. O vídeo começa com o ator Will Smith nos Alpes Suíços sugerindo a inclusão do popular videogame Fortnite e do YouTuber Marques Brownlee se ele pudesse controlar o rewind no vídeo. A câmera então corta para Brownlee, outros YouTubers e o streamer Ninja, como o motorista do ônibus, conversando dentro de um ônibus de batalha, uma referência ao Fortnite com a música "I Like It" da rapper Cardi B sendo reproduzido no rádio durante a cena também.
A cena a seguir mostra um grupo de influenciadores do YouTube ao redor de uma fogueira. Casey Neistat e os Merrell Twins sugerem que o Rewind mencione o K-pop, após o que o vídeo corta para Neistat, entre outros, imitando o videoclipe de "Idol" do grupo de K-pop BTS.
O vídeo então corta para a fogueira, pois um YouTuber propõe uma referência ao casamento do príncipe Harry e Meghan Markle, mas o comediante Michael Dapaah estabeleceu que o meme da internet 'Bongo Cat' será o noivo. Após a cena do casamento, Safiya Nygaard sugere um experimento científico envolvendo batom derretido. Outro então sugere a inclusão do músico eletrônico Marshmello, cuja máscara é removida, revelando Mason Ramsey por baixo. O vídeo então corta para um grupo fazendo um mukbang na Coreia.
Eventualmente, a cena muda de volta para a fogueira, quando o animador TheOdd1sOut sugere a inclusão do desafio "In My Feelings". O vídeo corta rapidamente entre cenas de vários YouTubers e celebridades dançando ao som da música de Drake "In My Feelings", incluindo cenas dos apresentadores de talk show Trevor Noah e John Oliver realizando danças de Fortnite. Aqui, a animadora Jaiden Animations incluiu vários easter eggs, incluindo referências a outros memes e eventos do ano, como Ugandan Knuckles, um convite para Super Smash Bros. Ultimate e a luta de boxe KSI vs. Logan Paul, um grupo de itens na parede que soletra "Sub 2 PewDiePie", bem como a cadeira giratória de PewDiePie.
O vídeo mais uma vez corta para o grupo sentado ao redor da fogueira, com Lilly Singh alegando que o vídeo deveria apresentar "as pessoas que conseguiram fazer algo maior do que elas mesmas". Em seguida, vários youtubers aplaudem vários grupos de pessoas, incluindo "todo mundo que provou que não há problema em falar sobre saúde mental" e um grito para "todas as mulheres em 2018 por encontrarem suas vozes". Depois, Elle Mills decide ler uma seção de comentários falsos para mais sugestões sobre o que apresentar no Rewind.
Vários comentários são apresentados, levando à inclusão de mais momentos da cultura pop que ocorreram no ano passado. Alguns participam de um desfile de moda, vestindo os figurinos apresentados no videoclipe "I Love It" de Kanye West e Lil Pump, seguidos de referências à Copa do Mundo FIFA de 2018 e à mania de dança de Dame Tu Cosita.
O vídeo termina com Smith rindo e assistindo o ônibus de batalha mencionado através de um par de binóculos. Ele afirma "Isso é quente, isso é quente." Enquanto os créditos são reproduzidos, a Primitive Technology é apresentada, esculpindo o logotipo do YouTube Rewind com argila.

## Elenco
Abaixo está uma lista de membros do elenco estrelados no YouTube Rewind 2018, derivada da descrição do vídeo:
- 10Ocupados[c]
- Adam Rippon[c]
- Afros e Afins por Nátaly Neri
- Alisha Marie
- Ami Rodriguez[c]
- Anwar Jibawi
- AsapSCIENCE
- AuthenticGames
- BB Ki Vines
- Bearhug[c]
- Bie The Ska
- Bilingirl Chica[c]
- StrayRogue e DitzyFlama como Bongo Cat[c][d]
- Bokyem TV
- CajuTV[c]
- Casey Neistat
- Caspar
- Cherrygumms[c]
- Collins Key
- Dagi Bee[c]
- Desimpedidos[c]
- Diva Depressão[c]
- Dolan Twins
- Domics[c][d]
- Dotty TV[c]
- Elle Mills[c]
- Emma Chamberlain[c]
- Enes Batur
- EnjoyPhoenix
- EroldStory[d]
- FAP TV
- FavijTV
- Fischer's
- Furious Jumper[c]
- Gabbie Hanna
- GamingWithKev[c]
- Gen Halilintar[c]
- Gongdaesang
- gymvirtual
- Hannah Stocking[c]
- HikakinTV
- How Ridiculous[c]
- illymation[c][d]
- ItsFunneh[c]
- Jaiden Animations[d]
- James Charles[c]
- John Oliver
- Jordindian[c]
- Jubilee Media[c]
- JukiLop[c]
- julioprofe[c]
- Katya Zamolodchikova
- Kaykai Salaider[c]
- Kelly MissesVlog[c]
- Krystal Yam & family
- LA LATA
- Lachlan
- LaurDIY
- Lele Pons
- Life Noggin[c][d]
- Lilly Singh
- Liza Koshy
- Los Polinesios
- Lucas the Spider[c][d]
- Luisito Comunica (Rey Palomo)
- Luzu
- Lyna
- Manual do Mundo
- Markiplier
- Marques Brownlee
- Marshmello
- Mason Ramsey[c]
- Me Poupe!
- Merrell Twins
- Michael Dapaah
- MissRemiAshten
- mmoshya
- Molly Burke
- Ms Yeah[c]
- Muro Pequeno
- Nick Eh 30[c]
- NikkieTutorials
- Ninja[c]
- Noor Stars
- Pautips
- Pinkfong Baby Shark[c]
- Pozzi
- Primitive Technology[c]
- RobleisIUTU[c]
- Rosanna Pansino
- Rudy Mancuso
- Safiya Nygaard
- Sam Tsui
- SamHarveyUK
- SHALOM BLAC
- Simone Giertz
- skinnyindonesian24
- Sofia Castro[c]
- sWooZie
- Tabbes[c][d]
- Technical Guruji
- The Try Guys
- TheKateClapp
- TheOdd1sOut[c][d]
- Tiền Zombie v4[c]
- Trevor Noah
- Trixie Mattel
- Wengie[c]
- whinderssonnunes
- Will Smith[c]
- Yammy
- Yes Theory[c]

## Recepção

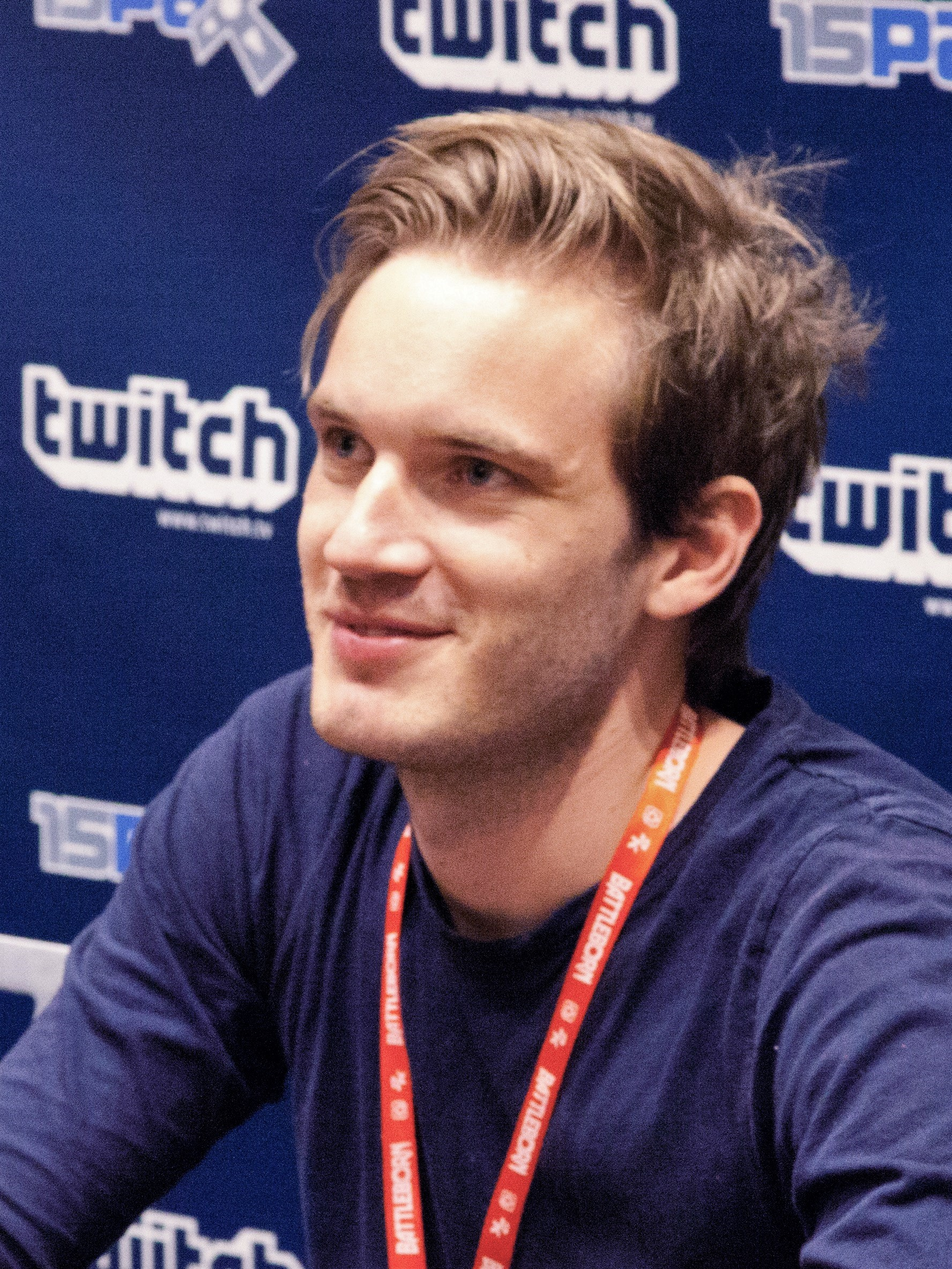
Everyone Controls Rewind foi criticado por não incluir o PewDiePie, apesar de ser o canal mais inscrito da plataforma na época e sua rivalidade com a T-Series gerando atenção significativa. PewDiePie, ao lado de muitas outras personalidades do YouTube, criticou o vídeo, chamando-o de "cringe".

Após seu lançamento, Everyone Controls Rewind recebeu críticas universalmente negativas, recebendo ampla reação de críticos, YouTubers e espectadores. Muitos YouTubers o consideraram o "pior Rewind de todos os tempos", embora o vídeo tenha recebido alguns elogios por sua exibição de animadores do YouTube. As críticas variaram desde a inclusão de celebridades e personalidades que não são afiliadas ao YouTube como Will Smith, Ninja, John Oliver e Trevor Noah, até a exclusão de grandes personalidades do YouTube, como Shane Dawson, KSI, Logan Paul, MrBeast e PewDiePie, e disputas populares como KSI vs Logan Paul e PewDiePie vs T-Series.
Outras críticas incluíram o que os espectadores viram como o uso excessivo de algumas tendências do vídeo, muitas das quais foram classificadas como desatualizadas ou impopulares, incluindo Fortnite, bem como a falta de variedade nas referências. Também foi bastante criticado por seus comentários sociais, que alguns acharam que foi encaixado no vídeo. Muitas pessoas também ficaram irritadas com a exclusão do PewDiePie, já que seu canal era o mais inscrito na plataforma na época.
Everyone Controls Rewind incorporou sugestões de comentários do usuário como parte do vídeo, embora muitos espectadores tenham afirmado que as tendências que o vídeo incluía eram impopulares com a maioria da comunidade, chamando o YouTube de "fora de contato" com seus espectadores e seus interesses. Julia Alexander, do The Verge, sugeriu que o YouTube intencionalmente deixou de fora os maiores momentos da plataforma em 2018 do vídeo, na tentativa de apaziguar os anunciantes preocupados com as controvérsias que atormentaram a plataforma nos últimos 2 anos, dizendo que "é cada vez mais aparente, no entanto, que o YouTube está tentando vender uma cultura diferente daquela para a qual milhões de pessoas acessam a plataforma, e isso está ficando mais difícil para criadores e fãs engolirem". Meira Gebel, do Business Insider, compartilhou um sentimento semelhante, dizendo que "o vídeo parece ser uma tentativa da empresa de manter os anunciantes do seu lado após um 2018 bastante conturbado".
PewDiePie, que não foi incluído em Everyone Controls Rewind, criticou o vídeo, afirmando: "Estou quase feliz por não estar nele. A razão é porque é um vídeo tão assustador neste momento que acho uma pena honestamente." acrescentando que "Rewind" costumava ser algo que parecia uma homenagem aos criadores daquele ano, era algo legal de fazer parte". Ele criticou ainda a saturação excessiva de Fortnite, a inclusão de celebridades não associadas ao YouTube e a falta de menção à manifestação de apoio na plataforma para aqueles que morreram antes de dezembro, incluindo o ator e youtuber islandês Stefán Karl Stefánsson. Além de suas críticas, ele, juntamente com FlyingKitty, Party In Backyard , Grandayy e Dolan Dark, criaram sua versão de Everyone Controls Rewind em 27 de dezembro de 2018, intitulada "YouTube Rewind 2018 but it's really good", que se concentrou nos notáveis memes de 2018. Recebeu mais de 7 milhões de curtidas em menos de 2 dias, tornando-se o segundo vídeo não musical mais curtido no YouTube, além de ter mais de três vezes o número de curtidas em comparação com o YouTube Rewind oficial vídeo.
Marques Brownlee, que foi destaque no vídeo, disse que o Rewind já foi uma "grande celebração dos YouTubers e os maiores eventos que aconteceram no site em um determinado ano. Tornou-se uma honra ser incluído no Rewind. Mas agora o YouTube viu o Rewind como uma forma de mostrar todas as melhores coisas que acontecem no YouTube para os anunciantes." Ele concluiu que "em vez de homenagear os criadores, agora é uma lista de conteúdo amigável para anunciantes. Rewind se transformou em um anúncio gigante para o YouTube".
Apenas algumas partes do vídeo receberam elogios, com muitos espectadores aplaudindo Jaiden Animations por incorporar a cadeira de PewDiePie, bem como outros easter eggs, em seu segmento do vídeo.
Em um vídeo enviado em fevereiro de 2019, a CEO do YouTube, Susan Wojcicki, disse: "Mesmo em casa, meus filhos me disseram que Everyone Controls Rewind era estranho". Ela prometeu um Rewind melhor para 2019 e revelou várias prioridades para o YouTube para aquele ano.

### Dislikes

YouTube Rewind 2018: Everyone Controls Rewind ultrapassou "Baby" para se tornar o vídeo mais odiado do YouTube uma semana após o upload.

Em 13 de dezembro de 2018, apenas 7 dias após o upload, tornou-se o vídeo mais odiado da história do site, batendo o recordista anterior: o videoclipe de "Baby", de Justin Bieber.
Em uma declaração dada aos meios de comunicação, a porta-voz do YouTube, Andrea Faville, disse que "destronar 'Baby' em desgostos não era exatamente nosso objetivo este ano". Ela acrescentou: "O feedback honesto pode ser péssimo, mas estamos ouvindo e apreciamos o quanto as pessoas se importam. Tentar capturar a magia do YouTube em um único vídeo é como tentar capturar um raio em uma garrafa. Também aprendemos que criar conteúdo pode ser muito difícil e isso ressalta nosso respeito e admiração pelos criadores do YouTube que fazem isso todos os dias", acrescentando em um tweet que "ouvimos o que você está dizendo e queremos tornar o próximo ano melhor para todos vocês".
Após o lançamento do vídeo e a reação subsequente, o YouTube discutiu possíveis opções para evitar o abuso do botão de não gostar por "mobs de não gostar", como tornar as classificações de gosto-não-gosto invisíveis por padrão, solicitando que os usuários que não gostam expliquem seu desgosto, removendo o desgosto contar ou o botão de não gostar completamente. Tom Leung, diretor de gerenciamento de projetos do YouTube, descreveu a possibilidade de remover o botão de desgosto como a opção mais extrema e antidemocrática, já que "nem todos os desgostos são de multidões de desgostos". Em novembro de 2021, as contagens de desgostos tornaram-se visíveis apenas pelo remetente de um vídeo, em uma tentativa de "ajudar a proteger melhor nossos criadores de assédio e reduzir ataques de não gosto - onde as pessoas trabalham para aumentar o número de não gostos em um vídeos do criador.